# Лев Инс
Застрахователна компания „Лев Инс“ АД е застрахователна компания, основана през 1996 година. Според собствени данни е сред първите дружества в бранша с изцяло частен капитал, формиран от израелски и български инвеститори. Председател на управителния съвет и главен изпълнителен директор е Марин Димитров.

## История
Създателят на „Лев Инс“ е Алексей Петров, който напуска системата на МВР в началото на 90-те години и влиза в новосъздаващия се тогава охранителен и застрахователен бизнес като член на управителния съвет на застрахователната фирма „Атлас“ ООД към 1993 година. Петров е член на съвета на директорите и съдружник на ЗПАД „Аполо и Болкан“ от 1995 до 1999 година. Между 1995 и 2008 г. е в ръководството и е съакционер в застрахователно и презастрахователно акционерно дружество „Средец М“. През 1996 г. създава бившето ЗАД „ЗK Спартак“, което впоследствие се преименува на „ЗК Левски Спартак“ – първообразът на една от най-големите съвременни застрахователни компании „Лев Инс“. Между 2000 и 2007 година Алексей Петров обединява бизнеса си под шапката на „Лев Корпорация“ АД.

## Пазарен дял
Според Darik Business Review „Лев Инс“ има пазарен дял от 13,49% в сектора на общото застраховане за 2022 година.

## Натрупани неизплащания по „Гражданска отговорност“
Заради натрупани неизплатени претенции по „Гражданска отговорност“ във връзка с произшествия на техни клиенти в чужбина срещу български застрахователи и най-вече срещу „Лев Инс“ България е поставена под специален мониторинг още през 2018 година. От това произтича риск българската гражданска отговорност да стане невалидна в ЕС и другите страни от системата „Зелена карта“. Изчистването на проблемите с неизплащане на претенции от страна на български застрахователни компании е и едно от условията за влизането на България в еврозоната.
Началото на 2023 година Министерството на финансите предлага изменения в Кодекса за застраховане, които да разрешат проблемите с неизплатени претенции по „Гражданска отговорност“, залагайки принципа „първо плащаш, после оспорваш“. Промените са блокирани от депутати на ГЕРБ, „Български възход“ и ДПС, които предлагат идентични изменения, включително с правописните грешки в тях.

## Дело за сплашване на медии
На 8 март 2023 година застрахователната компания „Лев Инс“ завежда рекорден за България иск за 1 милион лева срещу новинарския сайт Mediapool.bg заради публикация, описваща проблемите със застраховките „Гражданска отговорност“ и системата „Зелена карта“. Делото се определя като тактика за сплашване на медии от правни и медийни експерти, включително адв. Александър Кашъмов – ръководител на правния екип на неправителствената организация „Програма Достъп до Информация“, „Репортери без граници“ и Асоциацията на европейските журналисти. След завеждането на делото кампания на Асоциацията на европейските журналисти – България събира необходимите средства за защита на медията.
Десет месеца по-късно Състав на Софийския градски съд, председателстван от съдия Стилияна Григорова, отхвърля иска „като изцяло неоснователен“. Решението от 11 януари 2024 г., с което съдът присъжда на първа инстанция и пълната сума на адвокатските разноски в размер на 40 000 лв, не е окончателно.